# Lord-lieutenant du Cheshire
Ceci est une liste de personnes qui ont servi comme Lord Lieutenant du Cheshire. Depuis 1689, tous les Lords lieutenant ont également été Custos Rotulorum of Cheshire.

## Lord lieutenants du Cheshire
| Lord-lieutenant                                                  | depuis                            | Jusqu'à                     |
| ---------------------------------------------------------------- | --------------------------------- | --------------------------- |
| Edward, Comte de Derby                                           | 1569                              | 1572                        |
| Henry, Comte de Derby                                            | 1572                              | 25 septembre 1593           |
| vacant                                                           |                                   |                             |
| William, Comte de Derby Conjointement avec James, Comte de Derby | 21 décembre 1607 12 décembre 1626 | 1642                        |
| William, Vicomte Saye and Sele                                   | 1642 (Parliamentarian)            | 1642 (Parliamentarian)      |
| Interregnum 1649–1660                                            |                                   |                             |
| Charles Comte de Derby Conjointement avec William, Lord Brereton | 30 juillet 1660 19 juillet 1662   | 21 décembre 1672 avril 1664 |
| John, Comte de Bridgewater                                       | 24 janvier 1673                   | 1676                        |
| William, Comte de Derby                                          | 11 mai 1676                       | 8 août 1687                 |
| William, Marquis de Powis                                        | 28 février 1688                   | 1688                        |
| William, Comte de Derby                                          | 17 octobre 1688                   | 23 décembre 1688            |
| Henry, Comte de Warrington                                       | 12 avril 1689                     | 2 janvier 1694              |
| vacant 1694–1695                                                 |                                   |                             |
| Richard, Comte Rivers                                            | 11 mai 1695                       | 1703                        |
| Hugh, Comte de Cholmondeley                                      | 16 juin 1703                      | avril 1713                  |
| Other, Comte de Plymouth                                         | 4 septembre 1713                  | 1714                        |
| Hugh, Comte de Cholmondeley                                      | 21 octobre 1714                   | 18 janvier 1725             |
| George, Comte de Cholmondeley                                    | 7 avril 1725                      | 7 mai 1733                  |
| George, Comte de Cholmondeley                                    | 14 juin 1733                      | 10 juin 1770                |
| George, Comte de Cholmondeley                                    | 19 juillet 1770                   | mai 1783                    |
| George, Comte de Stamford                                        | 29 mai 1783                       | 23 mai 1819                 |
| George, Comte de Stamford                                        | 24 juin 1819                      | 26 avril 1845               |
| Richard, Marquis de Westminster                                  | 20 mai 1845                       | 1867                        |
| William, Lord Egerton                                            | 29 janvier 1868                   | 21 février 1883             |
| Hugh, Duc de Westminster                                         | 31 mars 1883                      | 22 décembre 1899            |
| Wilbraham, Comte Egerton                                         | 21 mars 1900                      | 1905                        |
| Hugh, Duc de Westminster                                         | 19 décembre 1905                  | 1920                        |
| Sir William Bromley-Davenport                                    | 15 avril 1920                     | 1949                        |
| Philip, vicomte de Leverhulme                                    | 6 septembre 1949                  | 1990                        |
| William Arthur Bromley-Davenport                                 | 2 août 1990                       | 7 mars 2010                 |
| Thomas David Briggs                                              | 7 mars 2010                       | présent                     |

## Vice Lieutenants
- Honourable Alan de Tatton Egerton, MP 11 janvier 1902[2]
- Sir George Dixon, Baronnet 15 décembre 1920[3]

## Deputy Lieutenants
- Thomas, Lord Newton 23 février 1901 [4]
- Colonel Sir Edward Cotton-Jodrell, KCB 23 février 1901[4]